# Louis Dartige
Louis Dartige, francoski admiral, * 2. marec 1856, † 16. februar 1940.